# NGC 6241
NGC 6241 ist eine 15,2 mag helle Spiralgalaxie vom Hubble-Typ Sc im Sternbild Herkules.
Sie wurde am 29. April 1788 von Wilhelm Herschel mit einem 18,7-Zoll-Spiegelteleskop entdeckt, der sie dabei mit „eF, pS, with 300 power iF“ beschrieb.